# Bệnh viện Da liễu Trung ương
Bệnh viện Da liễu Trung ương là bệnh viện công lập chuyên khoa đầu ngành về chuyên ngành da liễu, đặt tại Hà Nội, Việt Nam, trực thuộc Bộ Y tế.
Bệnh viện có tên dịch ra tiếng Anh là National Hospital of Dermatology and Venereology, viết tắt là NHDV.
Bệnh viện đặt tại địa chỉ 15A phố Phương Mai, phường Phương Mai, quận Đống Đa, Hà Nội.

## Ban Giám đốc

### Giám đốc:
- PGS. TS. Lê Hữu Doanh

### Phó Giám đốc:
- GS. TS. Nguyễn Hữu Sáu - Chủ tịch Hội Da liễu Việt Nam
- ThS. Nguyễn Văn Thành

## Cơ cấu tổ chức
Danh sách các khoa phòng chuyên môn .

### Tổ chức chức năng (09)
1. Phòng Tổ chức cán bộ
2. Phòng Hành chính
3. Phòng Kế hoạch tổng hợp
4. Phòng Tài chính kế toán
5. Phòng Quản trị - Vật tư - Thiết bị y tế
6. Phòng Điều dưỡng
7. Phòng Công nghệ thông tin
8. Phòng Công tác xã hội
9. Phòng Quản lý chất lượng

### Khoa Lâm sàng (08)
- Khoa Khám bệnh
- Khoa Điều trị bệnh da phụ nữ và trẻ em
- Khoa Điều trị bệnh da nam giới
- Khoa Điều trị nội trú ban ngày
- Khoa Phẫu thuật tạo hình thẩm mỹ và phục hồi chức năng
- Khoa Laser và chăm sóc da
- Khoa Nghiên cứu ứng dụng ông nghệ tế bào gốc
- Khoa Gây mê hồi sức

### Khoa Cận lâm sàng (06)
- Khoa Xét nghiệm Huyết học, Sinh hóa, Miễn dịch và Giải phẫu bệnh
- Khoa Xét nghiệm Vi sinh, Nấm, Ký sinh trùng
- Khoa Chẩn đoán hình ảnh
- Khoa Kiểm soát nhiễm khuẩn
- Khoa Dược
- Khoa Dinh dưỡng tiết

### Trung tâm (02)
- Trung tâm Đào tạo và Chỉ đạo tuyến
- Trung tâm Thử nghiệm lâm sàng